# 回診
回診（かいしん）とは、病棟の入院患者のもとを医師が巡回して診療することである。文脈によって、二通りの意味がある。
1. 病棟医が日常業務として担当患者を診察して回ること。
2. 診療部門の責任者が、診療状況の把握とチェックのために診察して回ること。医師同士が、互いの担当患者の状況を把握する意味もある（当直帯での急変など、担当以外の患者を診察する機会は少なくない）。
3. 教授・医長など経験を積んだ医師が症例を前にして実地に研修医など若い医師を教育する機会でもある。

## 解説
特に、2.の場合はチェックに重点が置かれるため、診察する行為自体は形式化していることもある。主治医からのプレゼンテーションのみ行い、診察を省略したものは「カルテ回診」、「チャート回診」などと呼ばれる。
医師数の多い大学病院では回診の参加人数も多く、その様子が大名行列に揶揄される（いわゆる総回診）。
昭和時代の教授回診では、患者はすべてベッドに寝かせ、病室の前には担当医と担当研修医、担当看護師が入院患者のカルテ、レントゲン、ラボデーターを用意して教授の回診を待つ。
教授回診の大名行列は、先頭に師長が立ち、教授・助教授・講師・病棟医長が並ぶ。その後ろには入局順で有給助手・無給助手・研修医が続くが、そのヒエラルキーは絶対である。教授が患者に質問をしたり、病状を尋ねたときには、ただちに担当医が資料を差し出し、そのとき、教授が何らかの指示を出した場合は、ただちに対処できるように書き留める。
極端な場合、教授は四階で回診をしているときに、研修医や新人看護師は一階で順番待ちをしているような状況であった。